# Las Cuevas de Soria
Las Cuevas de Soria es una localidad de la provincia de Soria, partido judicial de Soria, comunidad autónoma de Castilla y León, España. Pueblo de la comarca de Soria que pertenece al municipio de Quintana Redonda.

## Historia
El origen de Las Cuevas de Soria se remonta al menos al siglo VI a. C., donde se han documentado diferentes poblados y yacimientos celtíberos. Actualmente se encuentra bajo estudio el situado en el cerro de San Cristóbal, con campañas de excavación anuales por el proyecto Orígenes Soria.
Durante la época romana, Las Cuevas de Soria mantuvo diferentes asentamientos, destacando entre ellos la Villa Romana de La Dehesa, con mosaicos en excelente estado de conservación. Existe, además, al menos un pequeño puente romano, usado hasta la actualidad para acceso a la ermita de la Virgen de Inodejo Virgen de Inodejo. 
Durante la Edad Media, los restos de población se difuminan, aunque se cree que existió una población estable.
El censo de Pecheros de 1528, en el que no se contaban eclesiásticos, hidalgos y nobles, registraba la existencia de 23 pecheros, es decir unidades familiares que pagaban impuestos. En el documento original, la localidad figura como Las Cuevas.
A la caída del Antiguo Régimen la localidad se constituye en municipio constitucional, conocido entonces como Las Cuevas en la región de Castilla la Vieja, partido de Soria que en el censo de 1842 contaba con 49 hogares y 196 vecinos.
A finales del siglo XX este municipio desaparece porque se integra en Quintana Redonda, contaba entonces con 59 hogares y 233 habitantes.

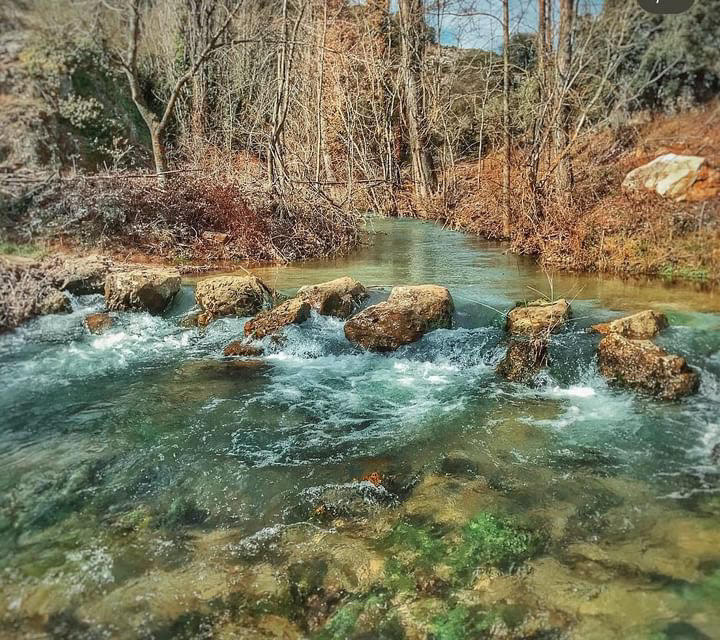
Río Izana a su paso por Las Cuevas de Soria
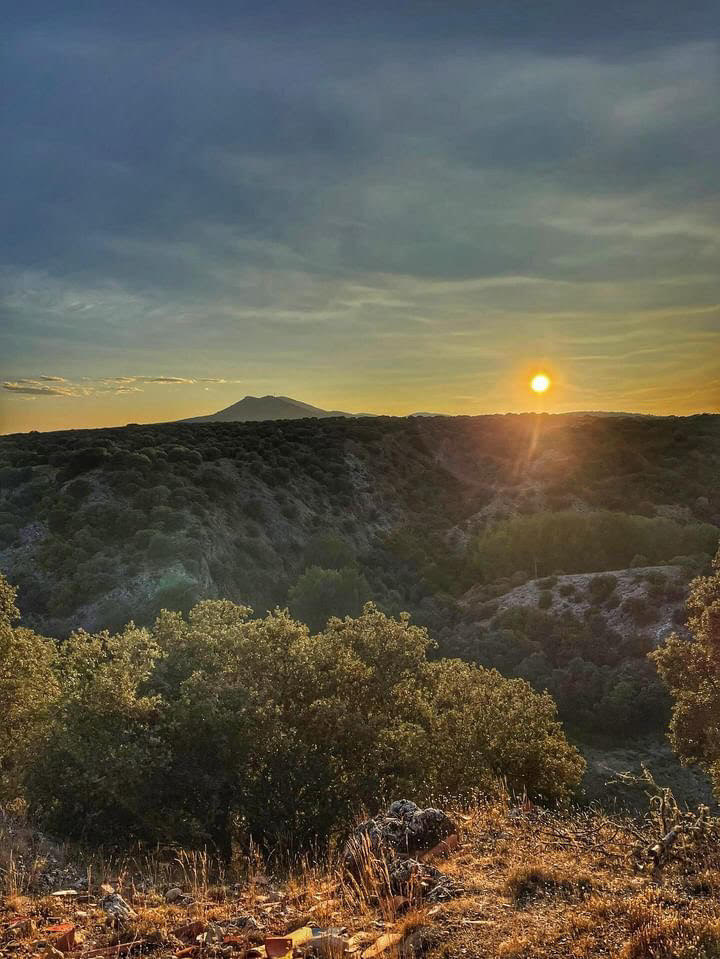
Sierra de Inodejo desde Las Cuevas de Soria
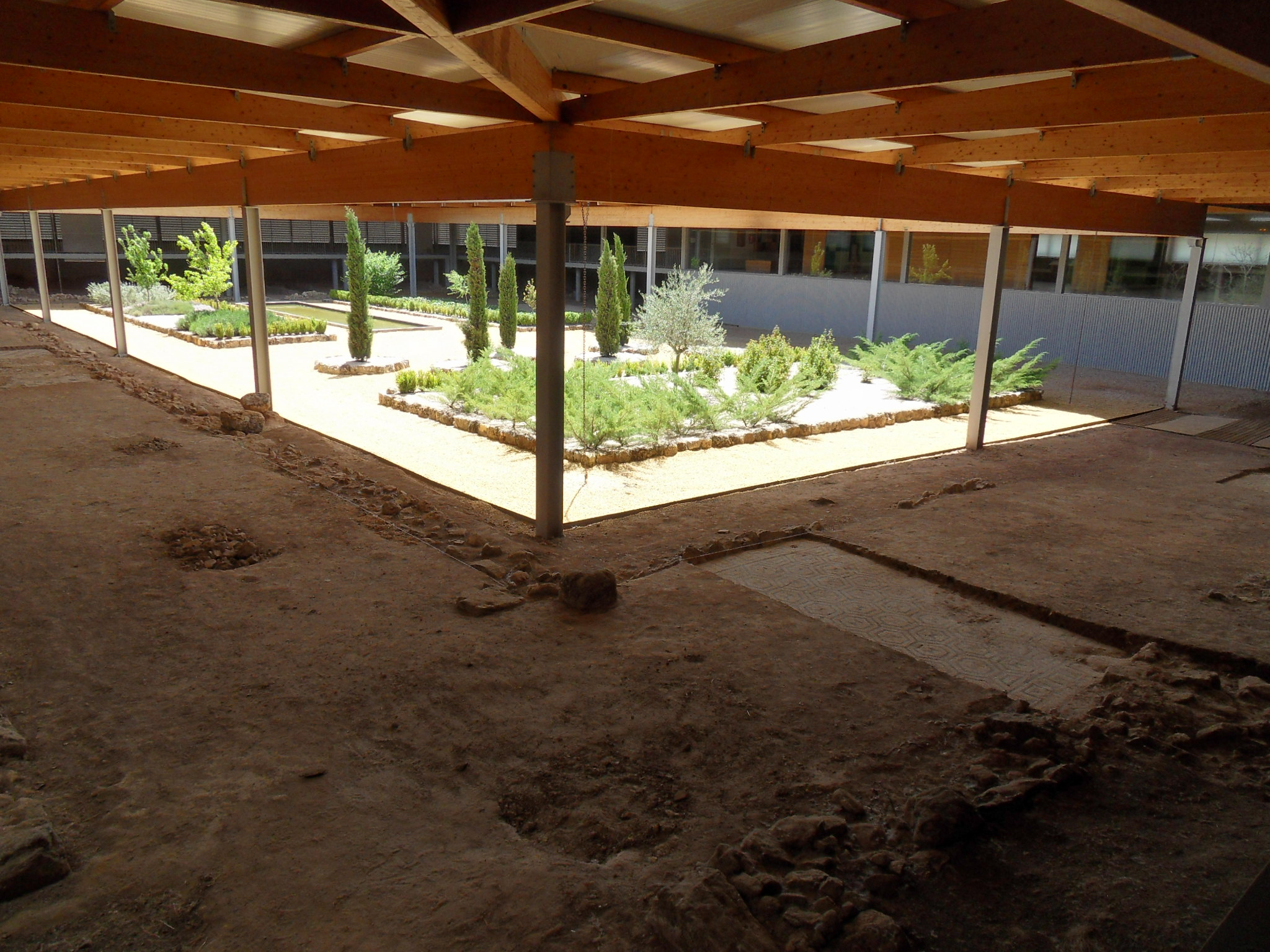
Villa Romana La Dehesa
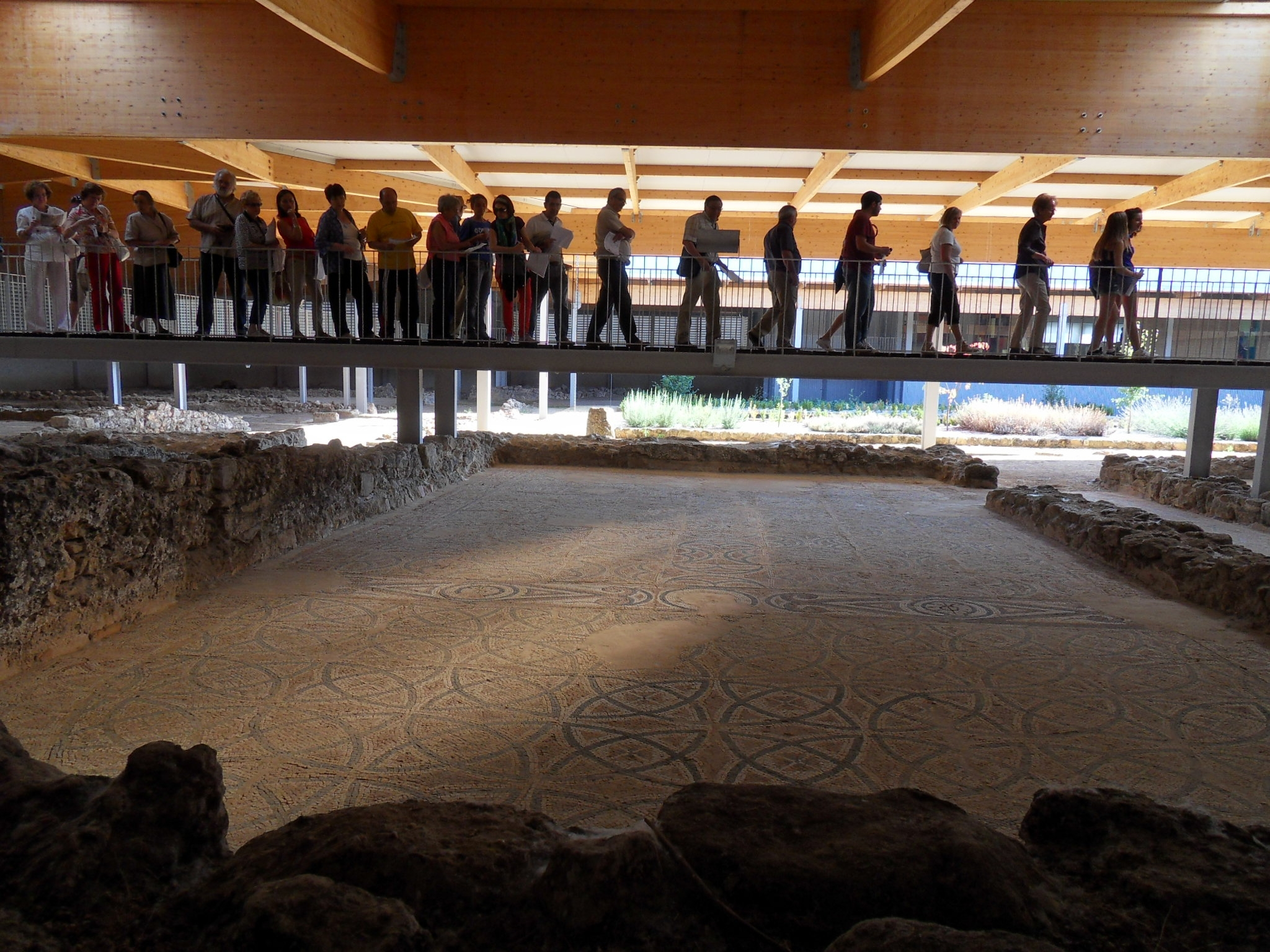
Visita de la Villa Romana sobre los Mosaicos

## Patrimonio

#### Patrimonio Histórico
- Las Cuevas de Soria destaca por su yacimiento de época romana. Este recinto está declarado Bien de Interés Cultural en la categoría de zona arqueológica desde el 4 de junio de 1931,[6] así como Patrimonio Histórico de España.  Se trata de una villa romana del siglo II d. C. llamada villa romana "La Dehesa" debido a su emplazamiento en una dehesa. Dicha villa se encuentra dentro del Museo Villa Romana La Dehesa, considerado uno de los mejores ejemplos de villa romana por el estado de conservación de sus mosaicos. La Villa contiene un peristilo de 41 × 22 m, rodeada de galerías que comunican directamente con los salones e indirectamente con las habitaciones de uso individual. Cuenta con treinta habitaciones visibles, de las cuales veintidós estaban pavimentadas con mosaico polícromo, geométrico y de monograma emblemático en las dos de mayor dignidad. La mayoría de dichos mosaicos permanecen expuestos en este museo.
- En el pueblo se están realizando diferentes campañas de excavación en el que se considera una de las muestras más antiguas de urbanismo celtíbero del Alto Duero, junto a la ermita de San Cristóbal o Santos Mártires (siglo XV), dentro del proyecto Orígenes, que ha presentado sus conclusiones en diversos simposios internacionales . Con cada nueva campaña, se profundiza en el conocimiento de los habitantes de la zona desde el siglo VI a. C.
- La iglesia de San Pedro cuenta con una galería porticada (siglo XVI).

#### Patrimonio natural
- Las Cuevas de Soria destaca por encontrarse rodeada de verdes paisajes, cañones, colinas y montañas como la sierra de Inodejo.
- Permite recorrer el paraje natural Cañón del río Izana,[7] donde se desarrolla el Trail Oxígeno Puro Las Cuevas de Soria[8]

#### Patrimonio cultural
- Dentro de los eventos y celebraciones tradicionales, destacan La Noche de las Ánimas, que se celebra la noche del 31 de octubre al 1 de noviembre, y el Cisco, el segundo fin de semana de marzo
- Con base en Las Cuevas de Soria, la asociación cultural sin ánimo de lucro  "Amigos de la Covacha del Perejón" promueve diferentes actividades casi todos los meses del año en dicha localidad, incluyendo las Fiestas de la Juventud, conciertos y diferentes eventos para dinamizar no sólo el pueblo, sino la región.
- Las fiestas patronales oficiales son el segundo fin de semana de octubre, en honor a los Santos Mártires, y el 6 y 7 de diciembre, en honor a la Compra del Monte.

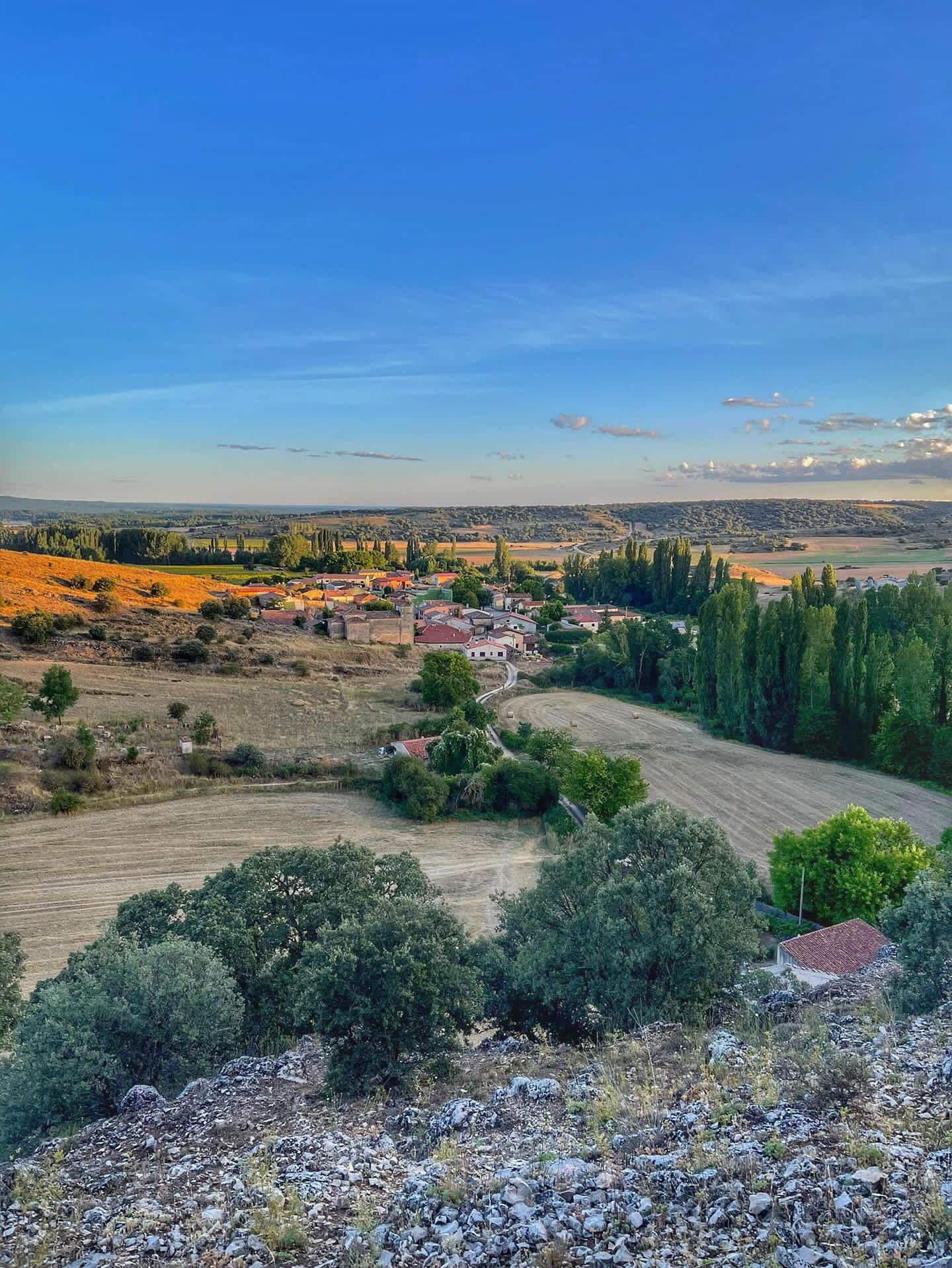
Vista aérea de Las Cuevas de Soria
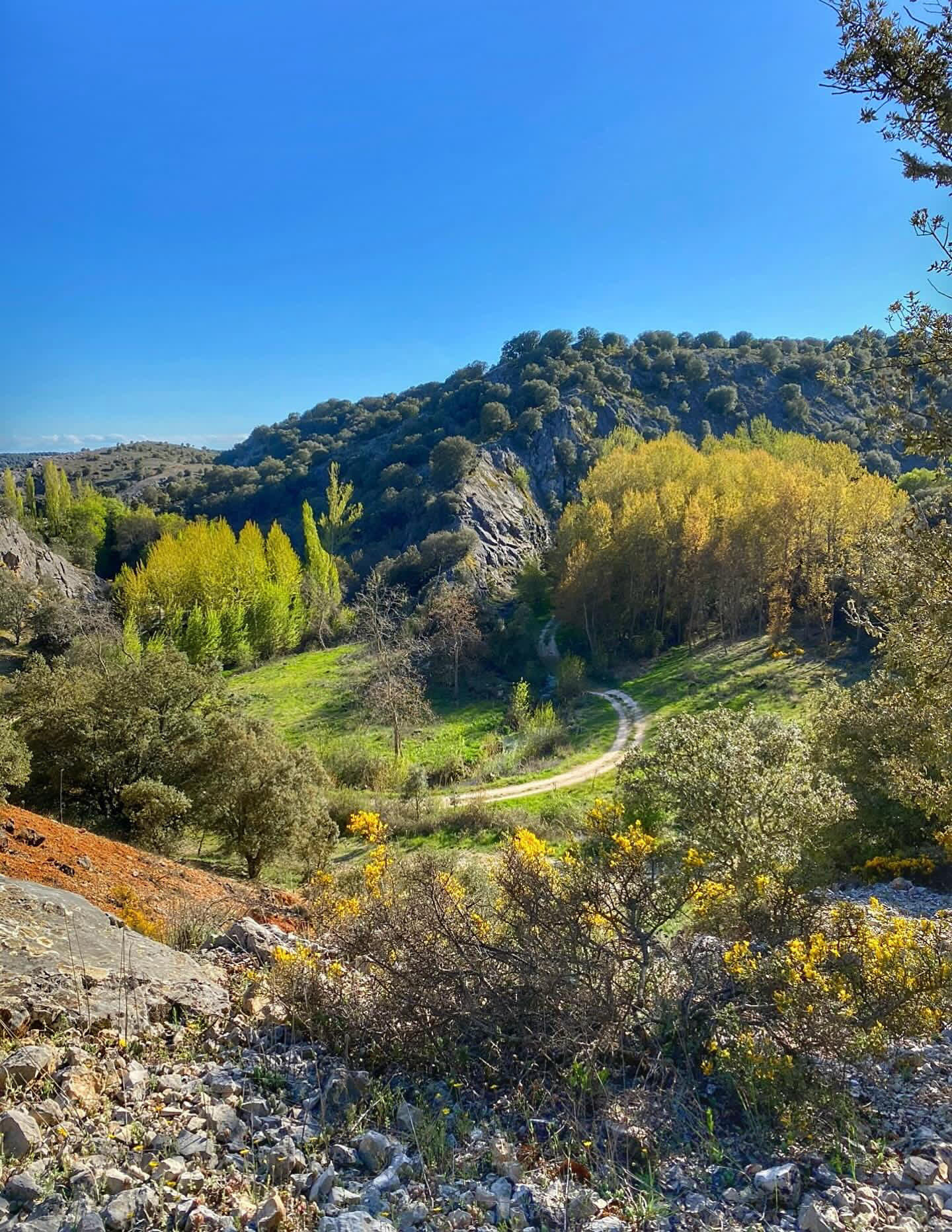
Camino en Las Cuevas de Soria
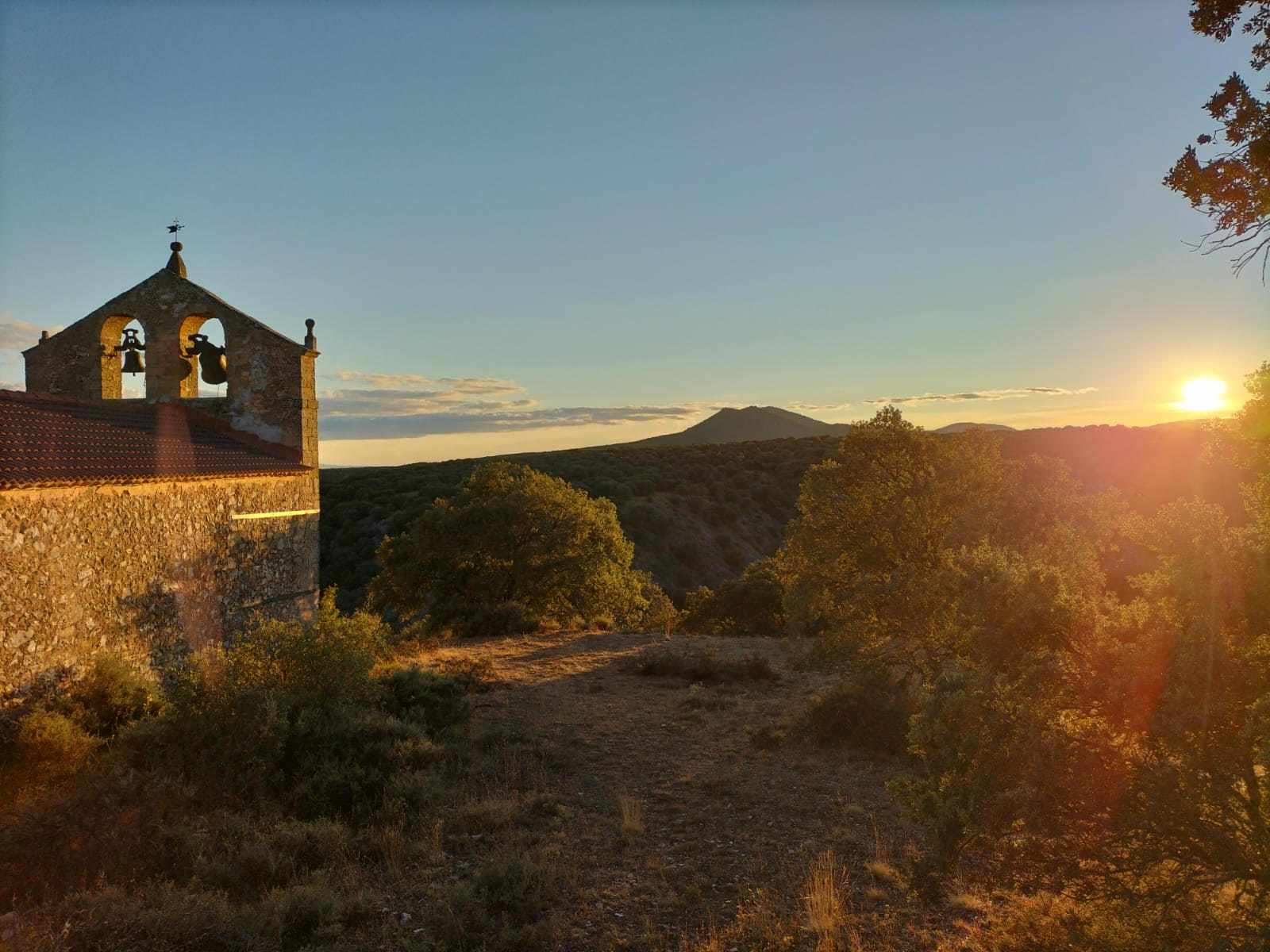
Ermita Santos Mártires de Las Cuevas de Soria y Castro Celtíbero
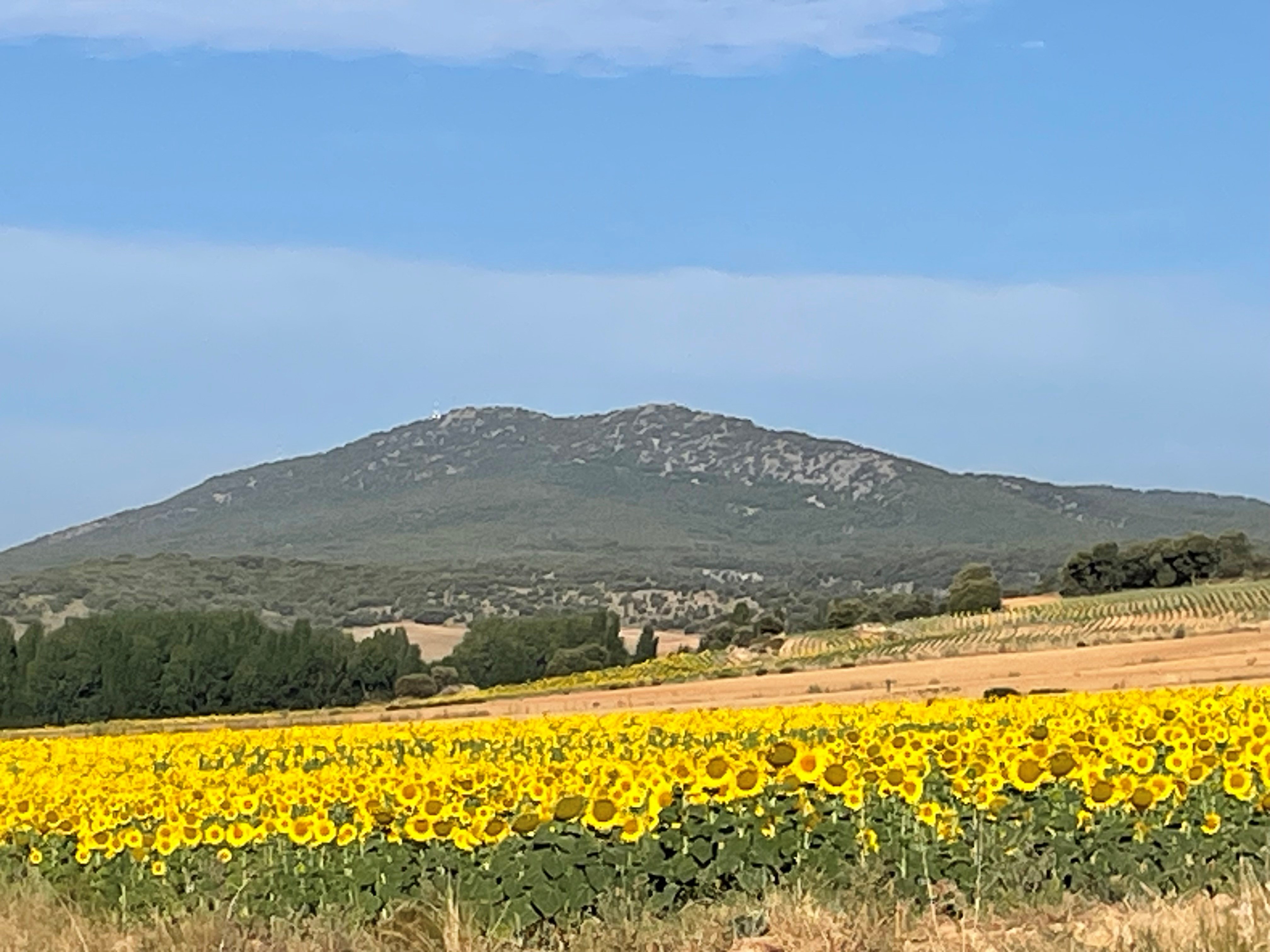
Sierra de Inodejo desde la Villa Romana de Las Cuevas de Soria
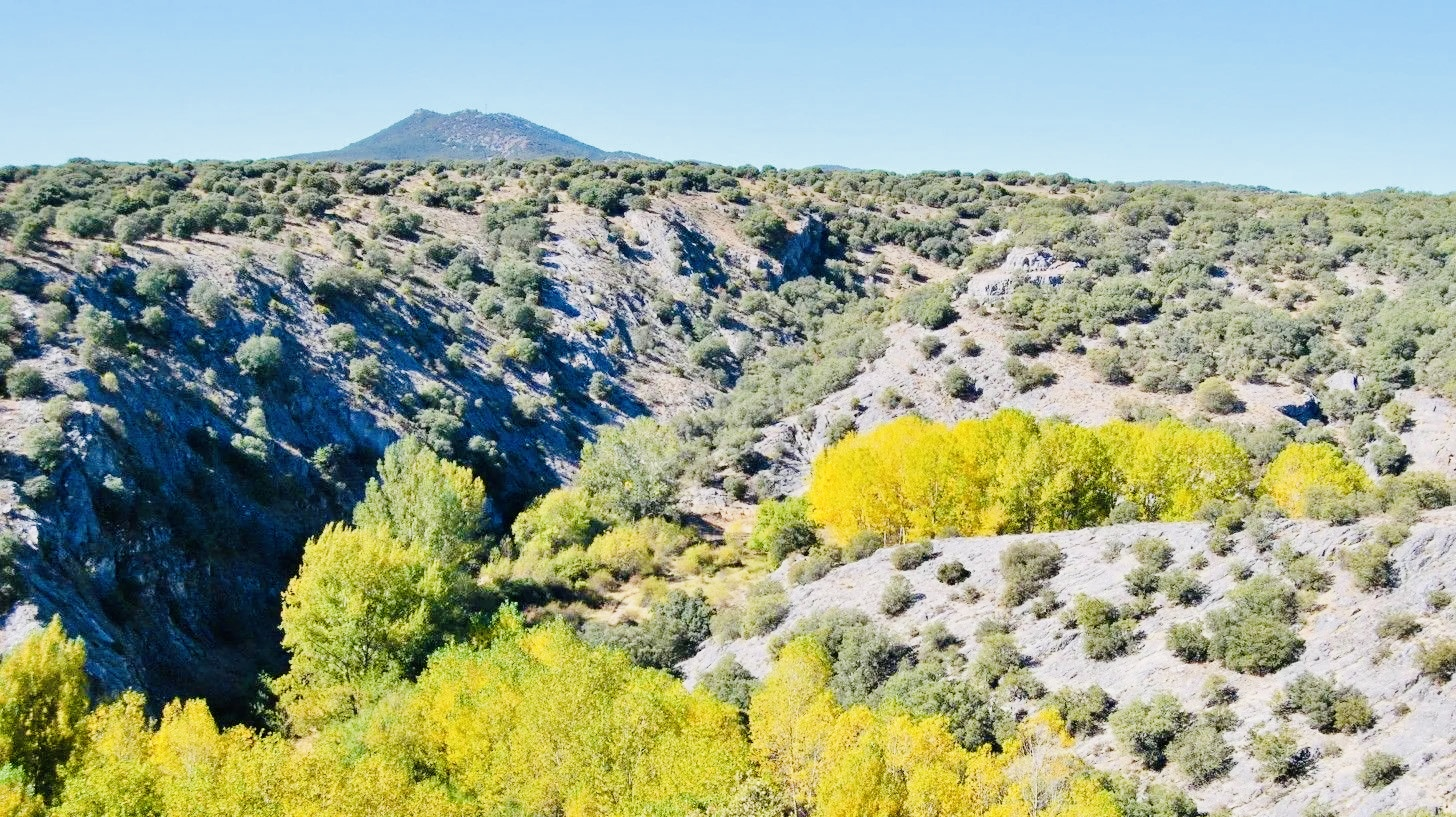
Cañon Río Izana desde la Ermita de Los Santos Mártires (Cerro San Cristobal)
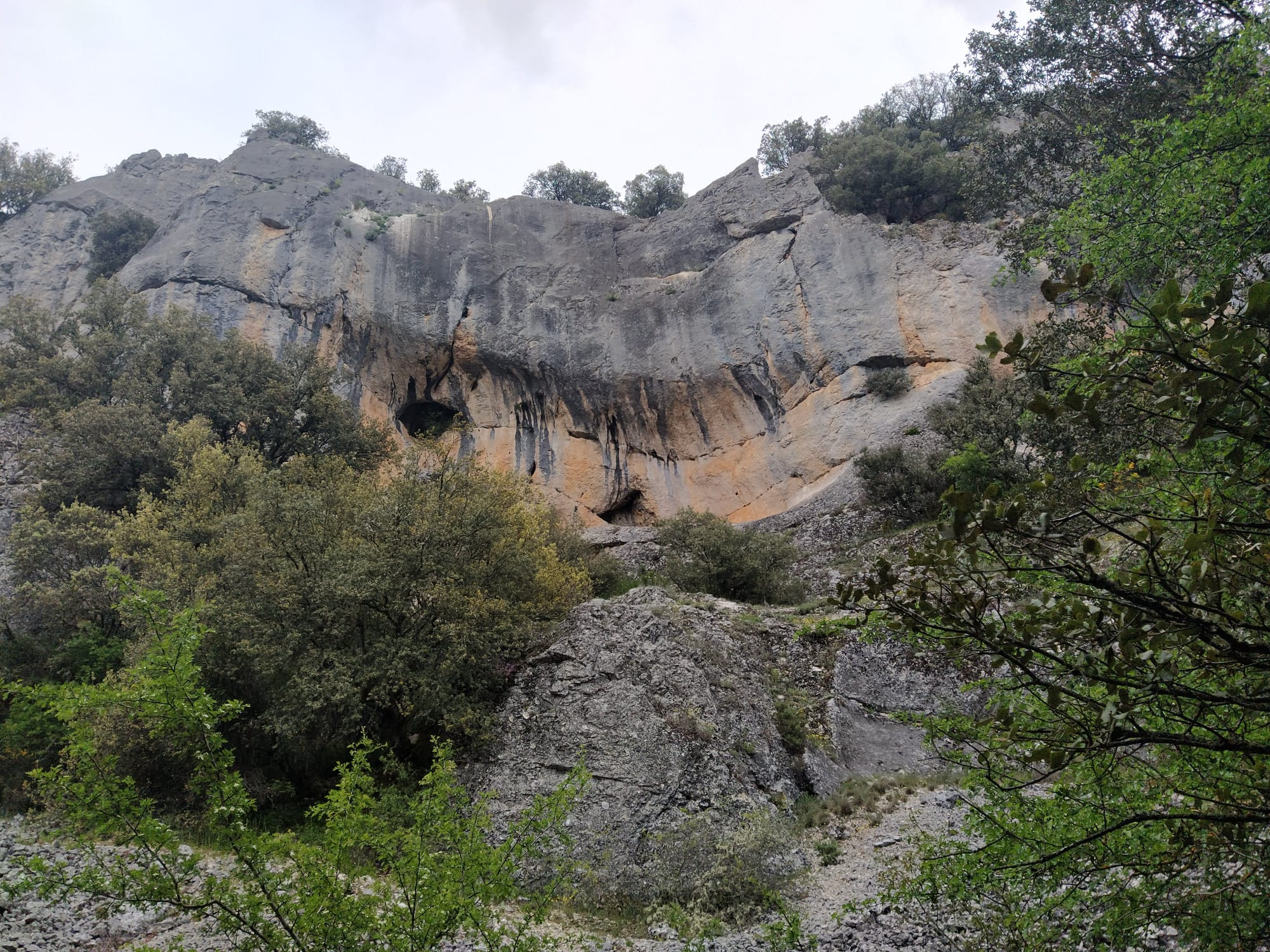
Cañon del Río Izana - Nido del Águila
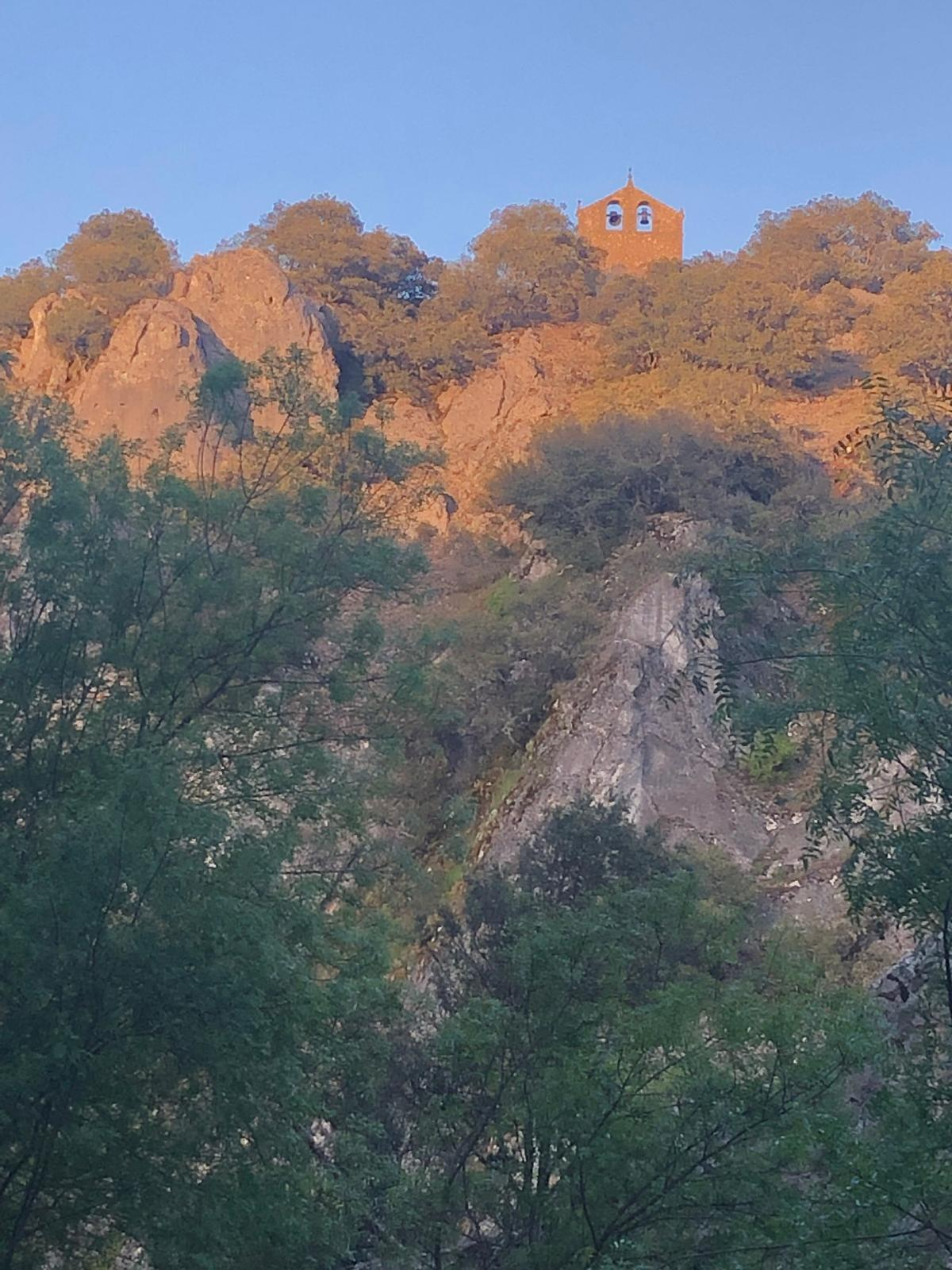
Ermita de Los Santos Mártires desde el Cañón del Rio Izana
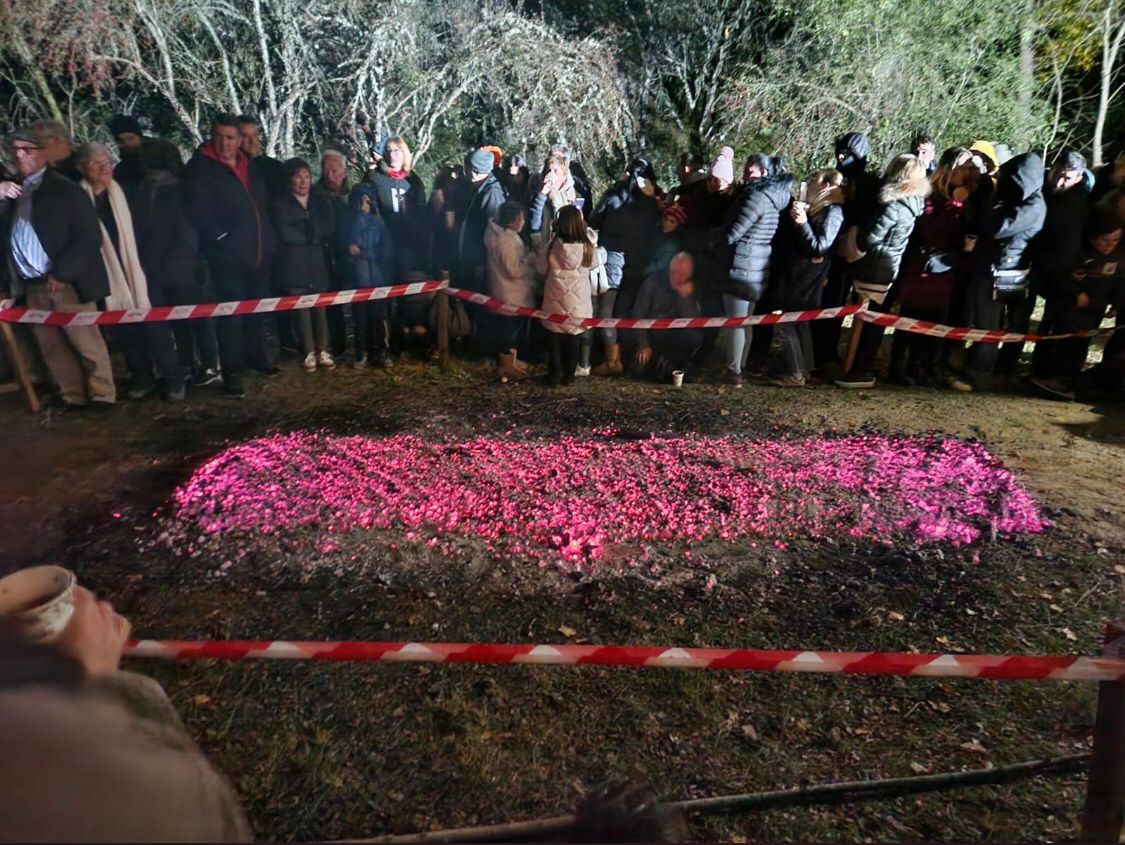
Detalle de la Noche de las Ánimas y el Paso del Fuego

## Geografía humana

### Demografía
Las Cuevas de Soria contaba a 1 de enero de 2010 con una población de 50 habitantes, 26 hombres y 24 mujeres.
| Gráfica de evolución demográfica de Las Cuevas de Soria entre 2000 y 2010                        |
|                                                                                                  |
| Población de derecho (2000-2010) según los censos de población del INE a 1 de enero de cada año. |